# 마크 메드록
마크 메드록(Mark Medlock, 1978년 7월 9일 ~ )은 독일의 가수로, 독일은 슈퍼스타를 찾습니다 시즌 4의 우승자이다.